# Andrzej Karkoszka
Andrzej Karkoszka (ur. 1945 w Łodzi) – polski urzędnik państwowy, politolog i dyplomata, doktor nauk o polityce, w latach 1995–1997 sekretarz stanu w Ministerstwie Obrony Narodowej.

## Życiorys
Działał w Związku Młodzieży Socjalistycznej (jako szef komórki uczelnianej), a potem w PZPR (jako członek egzekutywy partyjnej w zakładzie pracy). Absolwent entonomologii stosowanej w Szkole Głównej Gospodarstwa Wiejskiego, kształcił się podyplomowo w studium dziennikarskim na Uniwersytecie Warszawskim. W 1977 na podstawie pracy dotyczącej weryfikacji umów rozbrojeniowych USA–ZSRR doktoryzował się w Polskim Instytucie Spraw Międzynarodowych, gdzie w latach 1969–1990 był adiunktem. Działał także jako członek grup dotyczących rozbrojenia i stref bezatomowych przy sekretarzu generalnym ONZ i organizacji UNIDIR, a także pracownik Sztokholmskiego Międzynarodowego Instytutu Badań nad Pokojem.
W latach 1990–1991 był doradcą ds. polityki zagranicznej w Kancelarii Prezydenta, potem doradzał też wiceministrowi obrony. Od 1993 do 1995 zajmował stanowiska dyrektora departamentów bezpieczeństwa międzynarodowego i następnie studiów strategicznych w Ministerstwie Obrony Narodowej. W 1994 był kandydatem na szefa resortu, jednak jego kandydaturę miał zablokować Lech Wałęsa. Od 12 czerwca 1995 do 17 listopada 1997 pełnił funkcję sekretarza stanu w MON, był też wiceprzewodniczącym zespołu negocjującego akcesję do NATO i członkiem grup resortowych.
Później działał m.in. jako dyrektor badań w Genewskim Centrum Demokratycznej Kontroli Sił Zbrojnych i lider strategicznej grupy sterującej w Dowództwie Sił Specjalnych NATO (NSHQ), a także zasiadł w radach naukowych RAND Corporation i Akademii Obrony NATO. W ramach Ministerstwa Obrony Narodowej był kierownikiem Pionu Polityki Obronnej, pełnomocnikiem ministra i szefem zespołu ds. obrony przeciwrakietowej. Został szefem Zespołu Bezpieczeństwa Narodowego w Biurze Bezpieczeństwa Narodowego oraz dyrektorem Biura Współpracy Europejskiej Związku Pracodawców Przedsiębiorstw Przemysłu Obronnego i Lotniczego. Pracował jako profesor uczelni, m.in. Akademii Obrony Narodowej i Wyższej Szkoły Zarządzania Personelem. Zajął się także działalnością biznesową, był m.in. dyrektorem w PricewaterhouseCoopers, dyrektorem ds. rozwoju rynku w PZL-Świdnik i konsultantem przedsiębiorstw zbrojeniowych.
Według informacji prasowych był od 1973 tajnym współpracownikiem służb specjalnych o pseudonimach „Eta”, „Karaś” i „Markowski”. Miał z tego powodu znaleźć się na tzw. czarnej liście NATO.
W 2015 otrzymał Krzyż Kawalerski Orderu Odrodzenia Polski.